# ريك مايكلز
ريك مايكلز (بالإنجليزية: Rick Michaels)‏ هو مصارع رياضي أمريكي، ولد في 8 سبتمبر 1974 في أتلانتا في الولايات المتحدة.

## روابط خارجية
- ريك مايكلز على موقع CageMatch worker (الإنجليزية)
- ريك مايكلز على موقع قاعدة بيانات المصارعة على الإنترنت (الإنجليزية)